# 紹爾山
46°58′30″N 9°51′53″E / 46.975054°N 9.8647°E

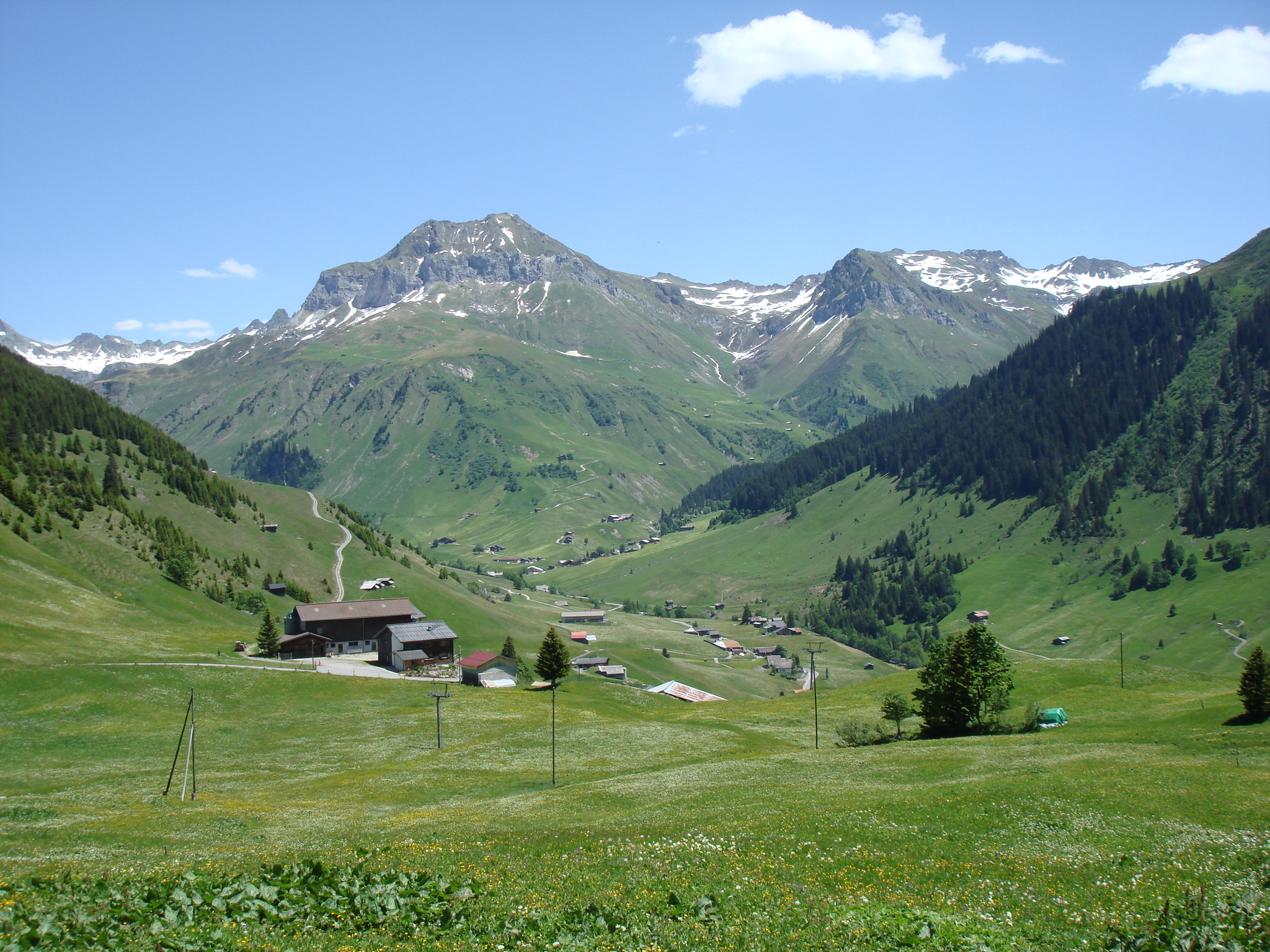

紹爾山（Schollberg），是瑞士的山峰，位於該國東南部，由格勞賓登州負責管轄，屬於雷蒂孔山的一部分，海拔高度2,570米，每年平均降雨量1,729毫米。